# Peter Carsten
| Peter Carsten                             | Peter Carsten                                           |
| Kattints az alábbi külső linkek egyikére! | Kattints az alábbi külső linkek egyikére!               |
| ----------------------------------------- | ------------------------------------------------------- |
| Nem található szabad kép.(?)              |                                                         |
| külső link · jogvédett                    | Aláírt fotója az 1950-es évekből                        |
| külső link · jogvédett                    | Tauntler őrnagy szerepében A Zeppelin c. filmben (1971) |

Peter Carsten, születési nevén Peter Ramsentaler (Weißenburg in Bayern, Bajorország, Német Birodalom, 1928. április 30. – Lucija, Piran, Szlovénia, 2012. április 20.) német színpadi és filmszínész. Munkásságát Németországban, Olaszországban és Jugoszláviában (Szlovéniában) fejtette ki.

## Élete

### Pályája
Peter Ramsentaler néven született a bajorországi Weißenburgban, itt töltötte gyermekkorát. Banktisztviselőnek tanult, egy ideig a helyi takarékpénztárban dolgozott. Tizenkilenc évesen Münchenbe költözött. A második világháború után magánórákat vett színészmesterségből Friedrich Ulmer színművésztől.
1948-ban a hannoveri Junges Theater színpadán debütált, majd Münchenbe szerződött, itt Artur Brauner filmrendező és producer felfigyelt rá. 1953-ban Carsten megkapta első filmszerepét Arthur Maria Rabenalt osztrák születésű német filmrendező Der unsterbliche Lump (A halhatatlan csavargó) című zenés mozifilmjében. Szélesebb ismertséget szerzett Paul May rendező 1954–1955-ös 08/15 című háromrészes háborús filmdrámájában, mely Hans Hellmut Kirst művéből készült. Carsten és partnerei, Joachim Fuchsberger és Paul Bösiger egyszerű német katonákat alakítottak, akiket a cselekmény során végig a nézők rokonszenve kísért. Kezdeti sikereire alapozva a következő években Carsten számos katonaszerepet kapott. A háború utáni, katonai témájú nyugatnémet filmekben egyszerű bakákat és magasrangú tiszteket, SS-tábornokokat egyaránt hitelesen tudott megtestesíteni. Figyelemre méltót karaktereket alakított Robert Siodmak rendező Nachts, wenn der Teufel kam (1957), és Frank Wisbar rendező két filmjében, a sztálingrádi csatáról szóló Hunde, wollt ihr ewig leben-ben (1959) és a Fabrik der Offiziere (Tisztgyár) című filmben (1960). Hasonló típusú katona- és tengerész-szerepeket eljátszott nemzetközi filmprodukciókban is, pl. A nagy kék országút-ban (1957), Yves Montand és Alida Valli mellett, és a Gyémántvadászok című angol–amerikai zsoldos-filmben, Rod Taylor és Kenneth More mellett.
A háborús katonaszerepek mellett más műfajokban is bizonyított. A Hármasikrek a fedélzeten című harsány vígjátékban (1959) az egyik címszerepet játszotta Heinz Erhardt mellett. Alfred Weidenmann rendező 1958-as Tacskó című romantikus komédiájában olasz csendőrt alakított Romy Schneider mellett. A Johannes Mario Simmel regényeiből Radványi Géza, Helmut Käutner és Georg Marischka rendezésében készült Nem kell mindig kaviár-filmekben állandó szerepet vitt (Bastian). 
Falk Harnack rendező 1956-os Anastasia, az utolsó cárleány című filmdrámájában, ahol Lilli Palmer volt a címszereplő, Carsten egy orosz katonát alakított. Színészként és producerként is dolgozott a teutoburgi csatát feldolgozó 1967-es történelmi kalandfilmben (Hermann der Cherusker). Klaus Kinskivel együtt szerepelt az E Dio disse a Caino… (Isten szólt Káinhoz) című westernfilmben (1970) és Nella stretta morsa del ragno című Drakula-horrorfilmen (1971).
Nemzetközi (olasz, francia, angol) produkciókban is szerepelt, így Marcello Mastroianni mellett a La ragazza della salina című 1957-es filmdrámában, Alec Guinness mellett a A Quiller jelentés című politikai thrillerben, Jean-Paul Belmondóval a Kedves csirkefogóban, Oliver Reeddel a Hannibal Brooks c. kalandfilmben, és 1971-ben A Zeppelin című romantikus, első világháborús kalandfilmben. A Hasfelmetsző Jack történetét feldolgozó A Study in Terror című 1965-ös Sherlock-Holmes-film John Neville és Donald Houston társaságában játszott. A német újraegyesítés után főszerepet alakított Siegfried Lenz 1987-es regényének, a Das serbische Mädchen-nek 1991-es filmváltozatában.
Vendégszereplőként feltűnt német tévésorozatokban, így A felügyelőben, Az Öregben, az Erdészház Falkenauban-ban és az Ein Schloß am Wörthersee-ben is.
Az 1970-es években Carsten Jugoszláviába költözött, itt is több mozifilmben és televíziós produkcióban állt kamera elé. 1999-ben az ekkor már független Szlovéniában telepedett le.

### Magánélete
Carsten háromszor nősült, feleségeiről kevés adat ismert. Első, ismeretlen nevű feleségétől három gyermeke született, 1974-ben elváltak. Második, Diwna (Divena) keresztnevű feleségétől 1980-ban vált el. Harmadik házasságát 1983-ban kötötte egy Liliana keresztnevű nővel, akivel a szlovéniai Piran közelében élt haláláig, 2012. április 20-ig.

## Főbb filmszerepei
- 1953: Der unsterbliche Lump; névtelen szerep
- 1954: Bűn (Am Anfang war es Sünde); Marko, szolga (Maupassant-regény)
- 1955: Asch őrvezető kalandos lázadása (08/15 – In der Heimat); Kowalski tizedes
- 1956: Mert szegény vagy, hamarabb kell meghalnod (Weil du arm bist, mußt du früher sterben); Erich Klein
- 1956: …wie einst Lili Marleen; Toni Knoll
- 1956: Anastasia – Die letzte Zarentochter; Pjotr Csajkovszkij katona
- 1957: La ragazza della salina; Alberto
- 1957: Nachts wenn der Teufel kam; Mollwitz SS-Standartenführer
- 1957: A nagy kék országút (La grande strada azzurra); Riva, a parti őrség tisztje
- 1958 Tacskó (Scampolo); Cesare, olasz csendőr
- 1959: Hunde, wollt ihr ewig leben; Krämer tizedes
- 1959: As the Sea Rages; Panagos
- 1959: Hármasikrek a fedélzeten (Drillinge an Bord); Fred Larsen
- 1960: Haragvó tenger (Sotto dieci bandiere); Mohr hadnagy
- 1960: Kriminaltango; Franz bokszoló
- 1960: Fabrik der Offiziere; Katers százados
- 1961: Nem kell mindig kaviár (Es muss nicht immer Kaviar sein); Bastian
- 1961: Diesmal muss es Kaviar sein; Bastian
- 1962: Marcia o crepa (Commando); Barbarossa
- 1963: Das Todesauge von Ceylon; Hermann
- 1964: A kígyók háza (Das Haus der Schlangen); tévésorozat; Cooper főhadnagy
- 1965: A Study in Terror; Max Steiner
- 1966: Kedves csirkefogó (Tendre voyou); Otto Hanz hajóskapitány
- 1966: A Quiller jelentés (The Quiller Memorandum); Hengel
- 1967: Da Berlino l’apocalisse; Günther
- 1967: The Vengeance of Fu Manchu; Kurt
- 1967: Hermann der Cherusker – Die Schlacht im Teutoburger Wald; Sigmund vezér
- 1968: Gyémántvadászok  (The Mercenaries); Henlein
- 1969: Hannibal Brooks; Kurt
- 1970: 11 óra 20 (11 Uhr 20); tévésorozat; Korska
- 1966–1970: Polizeifunk ruft; tévésorozat; több szerepben
- 1970: E Dio disse a Caino…; Acombar
- 1971: A Zeppelin (Zeppelin); Tauntler őrnagy
- 1969–1976: A felügyelő (Der Kommissar); tévésorozat; Georg Kapp
- 1974: Partizánok (Partizani / Hell River); Henke ezredes
- 1974: A kétségbeesés utolsó órái (Milano: il clan dei Calabresi); Maraschi
- 1976: Lányok hídja (Devojacki most); német őrnagy
- 1976: Zelengora csúcsai (Zelengore); ezredes
- 1976: Partizani; tévésorozat; német tiszt
- 1977: Marija; tévésorozat; Krumacher SS-Hauptsturmführer
- 1977: Das Gesetz des Clans; Harald Sommer
- 1978: Hajnalig nem késő (Stici pre svitanja); Kramer őrnagy
- 1978: The Squeeze; Van Stratten
- 1979: Partizanska eskadrila; német tábornok
- 1980: Legyél az apukám! (Rad na odredjeno vreme); külföldi vendég a hotelben
- 1982: A fekete himlő (Variola vera); járványügyes
- 1982: Alkonyat (Twilight Time); portás a gyárban
- 1984: Az Öreg (Der Alte); tévésorozat; Bernd Wallusch
- 1985: Wallenberg: Egy hős története (Wallenberg: A Hero’s Story); tévéfilm; Von Fremd
- 1989: SOKO München; tévésorozat; Eduard Christ
- 1989: Erdészház Falkenauban (Forsthaus Falkenau); tévésorozat; Herr Schulz
- 1989: Donator; Ziegfried Handke őrnagy
- 1991: Das serbische Mädchen; német férfi
- 1990–1993: Ein Schloß am Wörthersee; tévésorozat; kaszinóigazgató
- 1994: Drei zum Verlieben; tévésorozat; három epizódban

## További információ
- Peter Carsten a PORT.hu-n (magyarul)
- Peter Carsten az Internetes Szinkronadatbázisban (magyarul)
- Peter Carsten az Internet Movie Database-ben (angolul)
- Peter Carsten a Rotten Tomatoeson (angolul)
- Peter Carsten az AlloCiné weboldalán (franciául)
- Peter Carsten Profile (angol nyelven). famousfix.com. (Hozzáférés: 2024. július 29.)
- Peter Carsten (német nyelven). Filmdienst.de
- Peter Carsten (német nyelven). Filmportal.de
- Peter Carsten (magyar nyelven). MAFAB.hu
- Peter Carsten (angol nyelven). MUBI.com. (Hozzáférés: 2024. július 29.)